# Bãi Thuyền Chài
Đá Thuyền Chài hay bãi Thuyền Chài (tiếng Anh: Barque Canada Reef; tiếng Filipino: Magsaysay; tiếng Mã Lai: Terumbu Perahu; tiếng Trung: 柏礁; bính âm: Bǎi jiāo, Hán-Việt: Bách tiêu) là một rạn san hô vòng thuộc cụm An Bang (cụm Thám Hiểm) của quần đảo Trường Sa.
Đá Thuyền Chài là đối tượng tranh chấp giữa Việt Nam, Đài Loan, Malaysia, Philippines và Trung Quốc. Hiện Việt Nam đang kiểm soát thực thể địa lý này và quy thuộc nó vào địa phận thị trấn Trường Sa, huyện Trường Sa, tỉnh Khánh Hòa.

## Đặc điểm

### Địa lý
Thực thể này nằm theo trục đông bắc-tây nam, dài khoảng 15,8 hải lý (29,3 km) và rộng tối đa 1,9 hải lý (3,5 km). Tại góc tây nam của đá có một hòn đá nổi cao khỏi mặt biển với tên gọi là đá Hà Tần (Lizzie Webber Reef). Dọc theo một phần ba của chiều dài rạn vòng tính từ đầu đông bắc xuống tây nam, có nhiều hòn đá riêng lẻ nhô lên khỏi mặt nước. Vụng biển bên trong vành san hô dài khoảng 13 km và rộng trung bình 2 km, ở đó có ba bãi cát nhỏ khi thủy triều xuống thì cao hơn mặt nước khoảng 0,5 m, khi thuỷ triều lên thì các bãi cát này đều bị ngập sâu 1 mét. Diện tích của nền san hô của bãi này là khoảng 49,5 km2 và của vụng biển là 16.9 km2.

### Công trình nhân tạo
Việt Nam đã xây dựng các nhà sáu cạnh kiên cố tại 3 điểm trên đá Thuyền Chài và nâng cấp các công trình quân sự mới. Tại mỗi điểm có 2 nhà được nối với nhau bằng cầu, trong đó 1 nhà phục vụ ngư dân. Các điểm này được đặt tên là Đảo Thuyền Chài A, B, C, có tọa độ địa lý là (trong ngoặc là tọa độ ghi trên bia chủ quyền):
- Đảo Thuyền Chài A (ở giữa Đá Thuyền Chài): 8°9′13″B 113°16′59″Đ / 8,15361°B 113,28306°Đ (8°10′0″B 113°18′0″Đ / 8,16667°B 113,3°Đ)
- Đảo Thuyền Chài B (ở phía Nam đá Thuyền Chài): 8°4′34″B 113°13′37″Đ / 8,07611°B 113,22694°Đ
- Đảo Thuyền Chài C (ở phía Bắc đá Thuyền Chài): 8°16′11″B 113°21′18″Đ / 8,26972°B 113,355°Đ

Các nhà văn hóa đa năng được khởi công xây dựng tại Đảo Thuyền Chài A vào năm 2021 và Đảo Thuyền Chài B vào năm 2022.

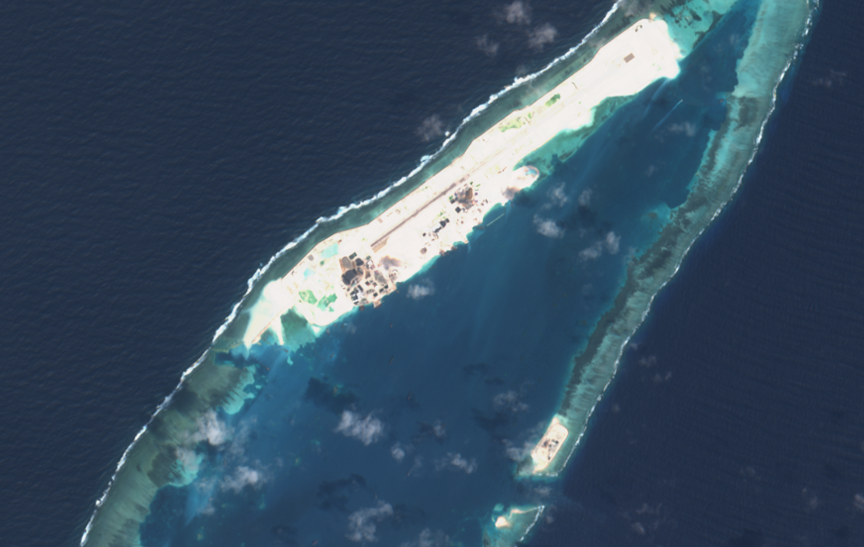
Ảnh vệ tinh chụp Đảo Thuyền Chài D và Thuyền Chài E (tháng 1 năm 2025)

Từ tháng 11 năm 2021, Việt Nam bắt đầu tiến hành bồi đắp đảo nhân tạo và nạo vét vụng biển ở bãi Thuyền Chài. Việt Nam đã bồi đắp thêm 2 đảo nhân tạo mới: 
- Đảo Thuyền Chài D[10] (nằm ở giữa bờ phía Tây của bãi san hô) có tọa độ địa lý: 8°11′59,9″B 113°19′16,5″Đ / 8,18333°B 113,31667°Đ. Tính đến đầu năm 2025, Đảo Thuyền Chài D có diện tích khoảng 2,3 km2, dài 4,318 m. Đảo này có tiềm năng xây dựng một đường băng dài 3000 m tương tự như các đường băng mà Trung Quốc đã xây dựng ở các đá Xu Bi, Chữ Thập và Vành Khăn.[11]
- Đảo Thuyền Chài E[10] (ở giữa gữa bờ phía Đông của bãi san hô) có tọa độ địa lý: 8°10′37,4″B 113°19′40,1″Đ / 8,16667°B 113,31667°Đ. Đây là đảo nhân tạo có diện tích khoảng 6.5 ha, dài 375 m.

Từ tháng 8 năm 2024, Việt Nam bắt đầu bồi đắp điểm Thuyền Chài C nằm ở phía bắc của đá này. Từ tháng 11 năm 2024, Việt Nam bắt đầu bồi đắp điểm Thuyền Chài A. Tháng 6 năm 2025, Thuyền Chài B bắt đầu được bồi đắp mở rộng.

## Lịch sử
Tên hàng hải quốc tế của bãi Thuyền Chài là Barque Canada Reef, được đặt theo tên thuyền buồm Canada của Anh, bị đắm ngày 24 tháng 12 năm 1864 gần đá Hà Tần.
Tháng 4 năm 1978, tàu HQ-501 của Hải quân Việt Nam đưa 1 phân đội của Trung đoàn 146 ra đóng giữ bãi Thuyền Chài. Do điều kiện vật chất thiếu thốn, đến tháng 5 năm 1978, phân đội này rút về đất liền.
Trong bối cảnh một số nước tìm cách kiểm soát đá Thuyền Chài, sáng ngày 5 tháng 3 năm 1987, Việt Nam bí mật cho một lực lượng của Lữ đoàn 146 Hải quân ra chiếm giữ; đá Thuyền Chài trở thành đá ngầm đầu tiên mà Việt Nam đóng quân ở quần đảo Trường Sa.
Quý 2 năm 1987, Trung đoàn 83 Công binh Hải quân xây xong một số công trình trên đá; trong thời gian này, Malaysia liên tục cho máy bay do thám hoạt động của Việt Nam.

## Trong văn học - nghệ thuật
Nhà thơ Việt Nam Trần Đăng Khoa đã viết bài thơ "Đồng đội tôi trên đảo Thuyền Chài" nhân dịp ra thăm rạn vòng này vào tháng 7 năm 1978:
Lều bạt chung chiêng giữa nước giữa trời
Đến một cái gai cũng không sống được
Sớm mở mắt, nắng lùa ngun ngút
Đêm trong lều như trôi trong mây...
(...)
Đảo tự giấu mình trong màu nước lam xanh
Cái giọt máu thiêng dưới ngầu ngầu bọt sóng
Tổ quốc ơi! Tiếng chúng tôi kêu lên mà mắt chúng tôi nhìn xuống
 Bóng chúng tôi trùm khắp đảo Thuyền Chài...
— Trần Đăng Khoa